# 瑟莫爾 (加利福尼亞州)
瑟莫爾（英語：Thermal）是位於美國加利福尼亞州河濱縣的一個人口普查指定地區。

## 地理
瑟莫爾的座標為33°37′35″N 116°07′51″W / 33.62639°N 116.13083°W，而該地最高點為海拔高度-42米（即-138英尺）。

## 人口
根據2010年美國人口普查的數據，瑟莫爾的面積為24.479平方千米，均為陸地。當地共有人口2865人，而人口密度為每平方千米117人。